# حزب سوسیالیست بنگال غربی

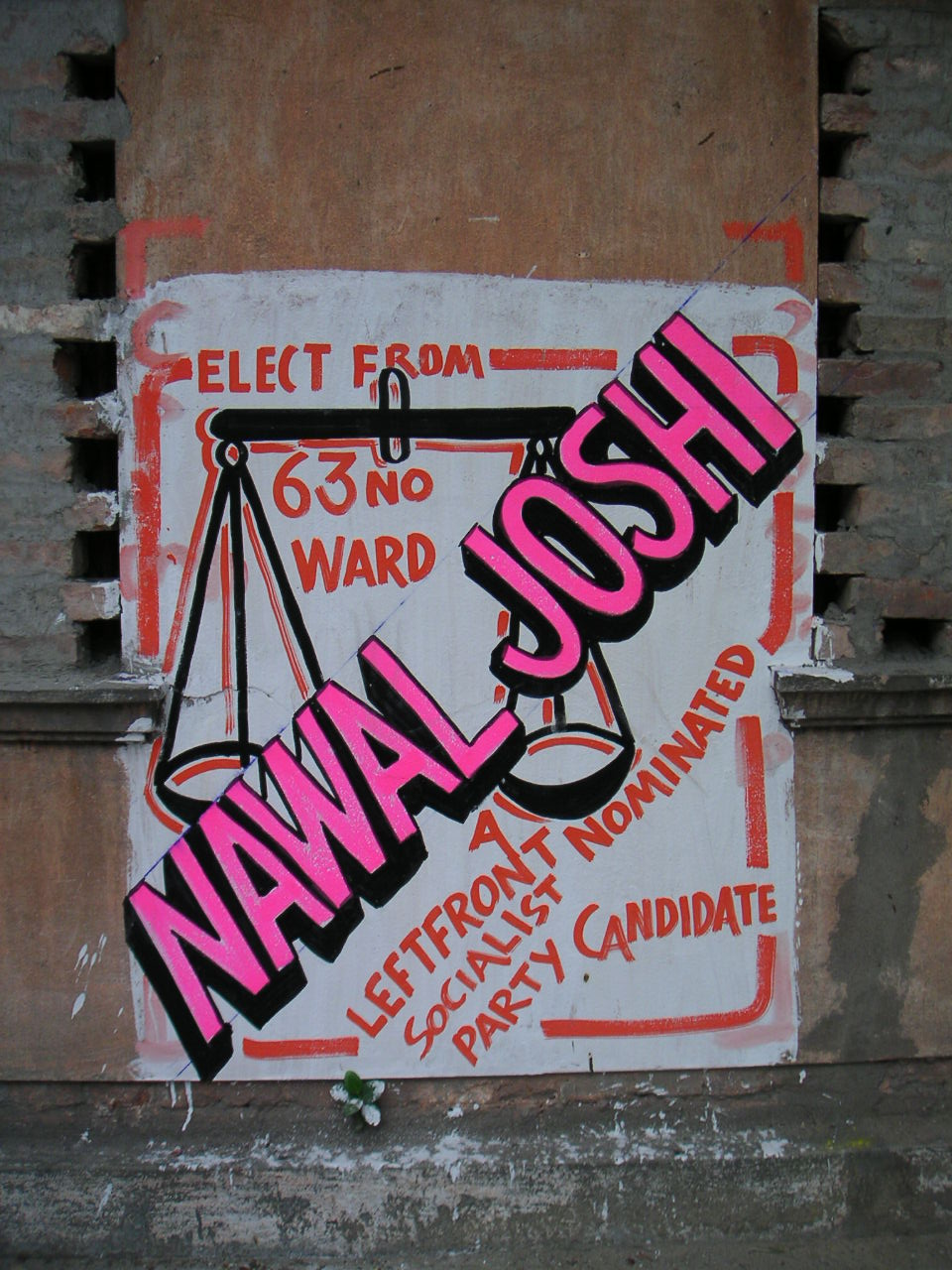
تبلیغات دیواری برای نوال جوشی، نامزد حزب سوسیالیست بنگال غربی در انتخابات شورای شهر کلکته در سال ۲۰۰۵.

حزب سوسیالیست بنگال غربی (WBSP) حزبی سیاسی سوسیالیست در ایالت بنگال غربی هند است.
این حزب از انشعابی که در دهه ۱۹۸۰ میان سوسیالیست‌های بنگالی رخ داد پدید آمد. شاخه دیگر نام حزب سوسیالیت دموکرات به خود گرفت.
رهبر این حزب کیرانموی ناندا وزیر شیلات در دولت بنگال غربی است. حزب سوسیالیت بنگال غربی گاه تهدید به ترک جبهه چپگرا نموده است.